# Origem de replicação
Origens de replicação são regiões específicas na sequência nucleotídica de moléculas de DNA, nas quais determinadas proteínas se ligam para abrir a dupla hélice deste ácido nucléico, permitindo o início da biossíntese (replicação) de novas moléculas de DNA.
Essas regiões são ricas em adenina e timina, mas não têm apenas essas duas bases. É energeticamente favorável para a célula quebrar as pontes de hidrogênio entre adenina e timina, visto que, as pontes de hidrogênio entre guanina e citosina são mais intensas.